# カラトラバ騎士団
カラトラバ騎士団 （カラトラバきしだん、スペイン語: Orden de Calatrava）は、スペインで初めて設立された戦闘騎士団（しかし認可を教皇庁から受けたのは2番目）。1164年9月26日、ローマ教皇アレクサンデル3世より認可された。

## 歴史

### 黎明期
12世紀にカスティーリャでシトー会の傘下騎士団として設立。カラトラバ・ラ・ヌエバに本拠の城をかまえた。「カラトラバ」とはアラビア語に由来する言葉である。
シトー会派の騎士団は、多くが騎士や騎士の子息らで構成されていたが、カラトラバにおいては正反対に、僧が騎士になった。戦闘でも祈りのどちらでも、個々の欲望であろうがイスラム教徒との戦いであろうが、英雄的な苦闘に耐えた。
騎士団の最初の任務は輝かしいもので、その偉大な働きへの返礼として、騎士団の指揮官たちに新しい領地がカスティーリャ王から贈られた。彼らは既に隣国のアラゴンからも呼ばれており、新しいエンコミエンダ、アルカニスを1179年に与えられた。しかし、これらの成功は不運を招いた。カスティーリャとレオンの領地を巡る争いに巻き込まれた上、失地回復を狙うイベリア半島のイスラム勢力が、アフリカのモーロ人に応援を頼んだ。ムワッヒド朝の強力な侵攻が始まり、最初の対戦はスペイン側の敗北に終わった。
1195年、アラルコスの戦いで、騎士たちは壮麗な騎士道精神にもかかわらず大敗、カラトラバの防壁をやむを得ず手放した。カスティーリャでは騎士団は没落したとみなされ、その噂を信じた隣国アラゴンで、アルカニスの騎士団がカラトラバを継承するありさまだった。アルカニス騎士団は実際に新しい騎士団総長に継承させたが、カラトラバの総長はカスティーリャに住み、自分が正統だと訴えた。ついに、アルカニス騎士団の団長は気高くも「アラゴンの偉大なる戦士」の称号をもって、カラトラバ継承から手を引くことに妥協した。

### レコンキスタ
騎士団は、歴代の王たちとともにレコンキスタを戦い、勇名を轟かせた。レコンキスタにおいて、カトリック連合軍のめざましい勝利となった1212年のナバス・デ・トロサの戦いにも参戦し勝利に貢献した。
1474年、カスティーリャ王エンリケ4世の王位継承問題の際、アラゴン王フェルナンド2世とポルトガル王アフォンソ5世が介入し、騎士団内もどちらにつくかで分裂した。ロドリーゴ・ヒロン騎士団総長はポルトガルにつき、彼の部下ロペス・デ・パディージャはアラゴン側に立った。1479年のトーロの戦いでアラゴン側が勝ち、ポルトガルは手を引いた。アラゴン王と和解したヒロンは、1482年のロハの包囲でグラナダ王国と戦った。その後、ロペス・デ・パディージャがヒロンのあとの総長となった。彼は、1487年のグラナダでの戦いで戦死した。
ロペス・デ・パディージャの死後、アラゴン王フェルナンドは新騎士団長選挙のため（ローマ教皇インノケンティウス8世の教書をもって騎士団の管理者となっていた）、招集をかけ、候補者たちに服従を要求した。カラトラバ騎士団の政治的自治は、この時をもって終わりを迎えた。そしてまもなく1492年に、グラナダ陥落とともにムーア人に対するレコンキスタも終了したのである。

### 近現代
スペイン君主の称号の一つに「カラトラバ騎士団総長（グランドマスター）」が含まれている。

## 歴代総長
カッコ内は任期。
- ドン・ガルシーア（1164-1169）
- フェルナンド・イカーサ（1169-1170）
- マルティン・ペレス・デ・シオーネス（1170-1182）
- ヌーニョ・ペレス・デ・キニョーネス（1182-1199）
- マルティン・マルティネス（1199-1207)
- ルイ・ディアス・デ・ヤングアス（1207-1212）
- ロドリーゴ・ガルセス（1212-1216）
- マルティン・フェルナンデス・デ・キンターナ（1216-1218）
- ゴンサーロ・イアーニェス・デ・ノボーア（1218-1238）
- マルティン・ルイスデ・セバージョス（1238-1240）
- ゴメス・マンリーケ（1240-1243）
- フェルナンド・オルドニェス（1243-1254）
- ペドロ・イアーニェス（1254-1267）
- フアン・ゴンサーレス（1267-1284）
- ルイ・ペレス・ポンセ・デ・レオン（1284-1295）
- ディエゴ・ロペス・デ・サンソーレス（1295-1296）
- ガルシ・ロペス・デ・パディージャ（1296-1322）
- フアン・ヌーニェス・デ・プラード（1322-1355）
- ディエゴ・ガルシーア・デ・パディージャ（1355-1365）
- マルティン・ロペス・デ・コルドバ（1365-1371）
- ペドロ・ムニス・デ・ゴドイ（1371-1384）
- ペドロ・アルバレス・デ・ペレイラ（1384-1385）
- ゴンサーロ・ヌーニェス・デ・グスマン（1385-1404）
- エンリーケ・デ・ビジェーナ（1404-1407）
- ルイス・ゴンサーレス・デ・グスマン（1407-1443）
- フェルナンド・デ・パディージャ（1443-1443）
- アロンソ・デ・アラゴン（1443-1445）
- ペドロ・ヒロン（1445-1466）
- ロドリーゴ・テージェス・ヒロン（1466-1482）
- ガルシーア・ロペス・デ・パディージャ（1482-1487）

## ギャラリー

### 城砦

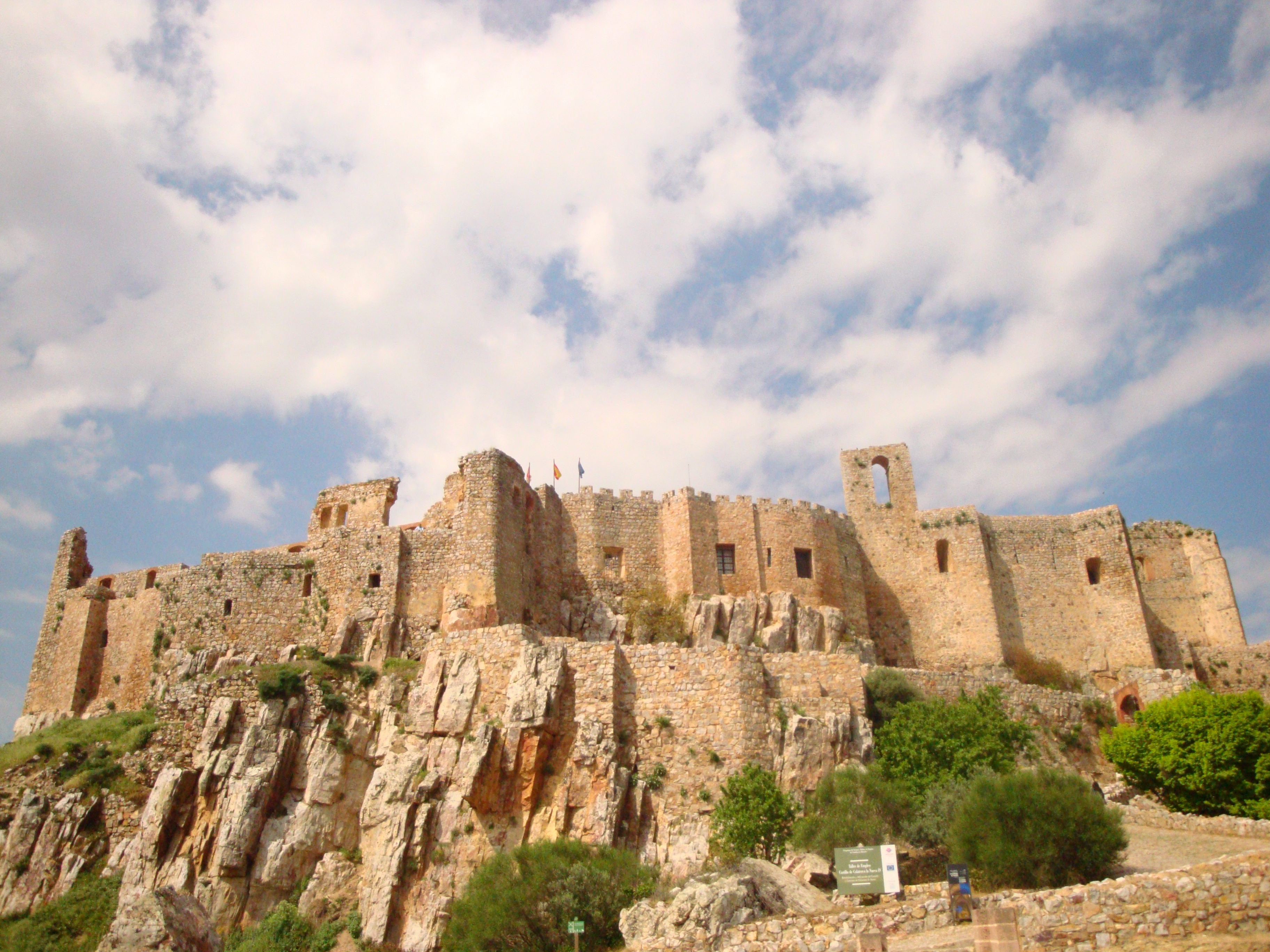
2011年撮影、カラトラバ・ラ・ヌエバ

### 紋章

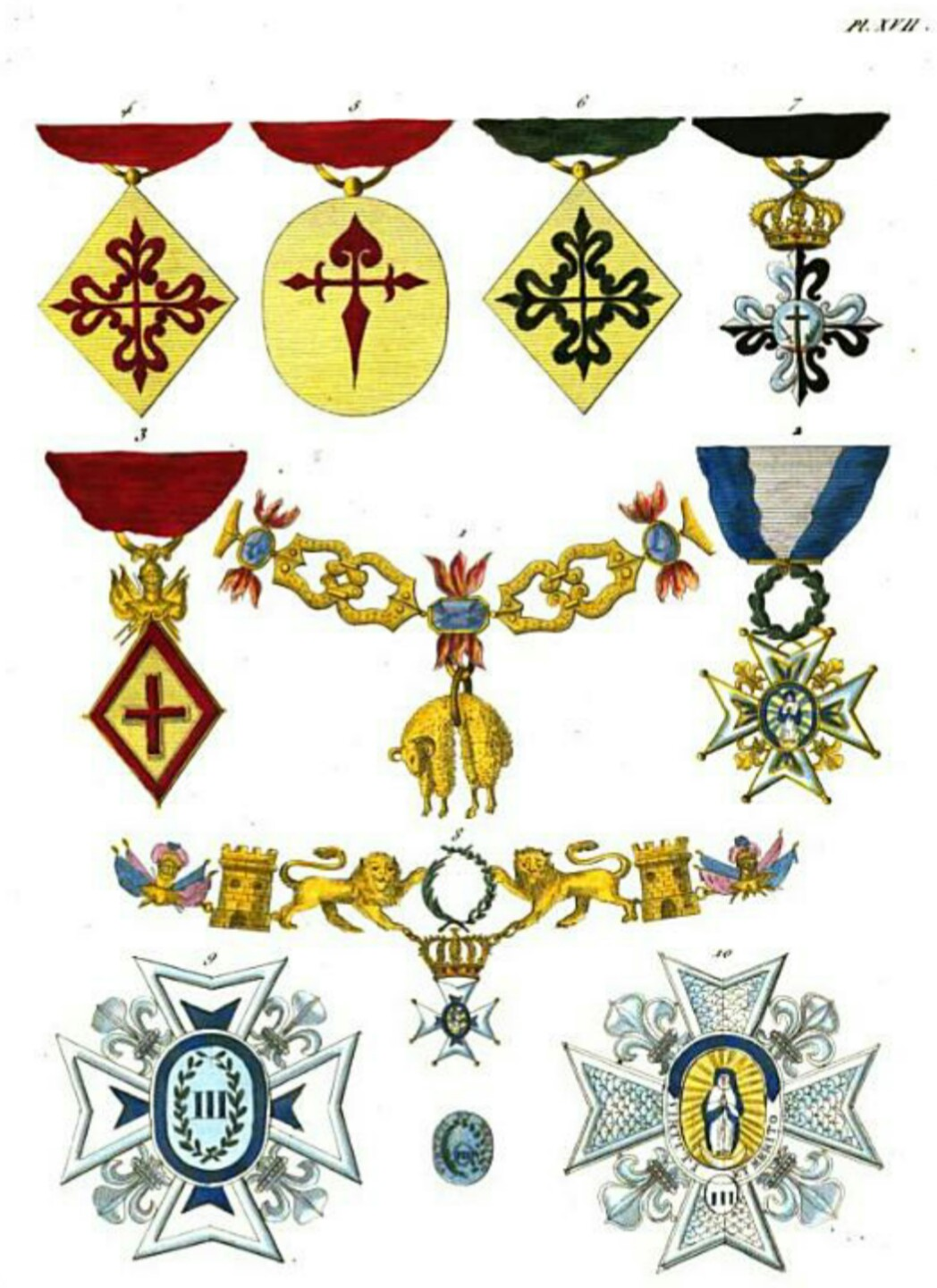
19世紀画、スペイン王国の勲章。左上がカラトラバ騎士団勲章。

### 団員
主権者

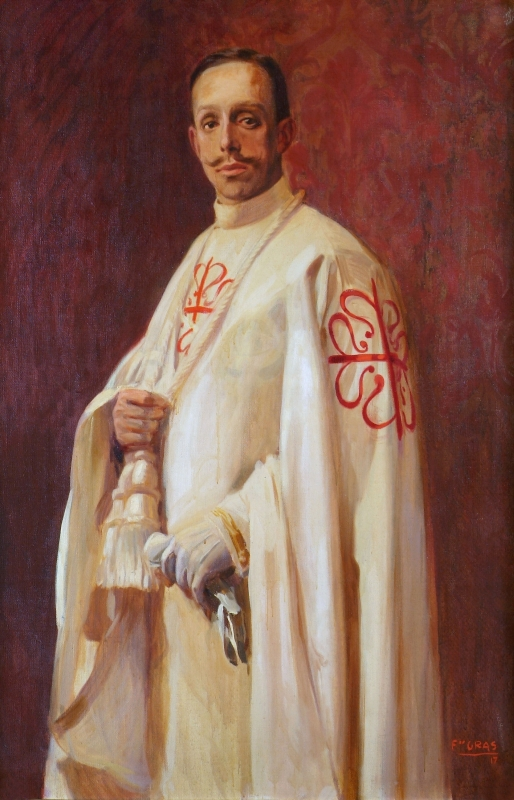
1917年画、スペイン国王アルフォンソ13世